# Ricardo Coral Dorado
Ricardo Coral Dorado (Barbacoas, 2 de septiembre de 1965) es un guionista, libretista, productor y director de cine colombiano.

## Biografía
Ricardo Coral Dorado nació en 1965. En 1983 viajó a Praga e ingresó a la Escuela Superior de Artes de Praga, Facultad de Cine y Televisión FAMU, donde recibió el grado de director de cine y televisión argumental en 1989. En 1992 hasta 1993 cursó el Master en Escritura de Guiones Cinematográficos organizado por la Fundación Viridiana y la Universidad Autónoma de Madrid. Entre 1999 y 2000 realizó estudios de Doctorado en Teoría de la Literatura y Literatura Comparada en la Universidad Autónoma de Barcelona. Así mismo, ha sido becario de la Fundación Carolina-Casa de América para Escritura de Guiones Cinematográficos Iberoamericanos con el tratamiento Un viaje por Colombia (título de trabajo), Ve y mira, título final del guion.
Ha sido profesor y asesor curricular en la Pontificia Universidad Javeriana y Universidad de los Andes de Bogotá hasta 1997 y profesor de puesta en escena en el Centro Europeo de Cine y en el Instituto de Cine de Barcelona hasta el 2004. Desde el 2006 al 2008 también fue profesor de dirección en el Master en Dirección y Producción de Cine de la Universidad Politécnica de Cataluña, Live-Ecib. En 2010, fue profesor de la Universidad Manuela Beltrán y profesor visitante de la Universidad del Magdalena en las materias de “Taller de Cine de Ficción”, “Historia de la Narrativa II” y “Guión de Largometraje”.
En televisión ha sido director de la series de televisión Al desnudo de Punch televisión (1997); director de X-6 (2009) y corrector de libretos de Padres e hijos (2009) de Colombiana de Televisión; y director de Confidencial (2010-2011) de Caracol Televisión y El man es Germán (2010) de RCN Televisión. En 2001 dirigió el videoclip Linda Manigüa de Sidestepper para Palm Pictures, U.K. y fue el creador de una serie de 9 Antipublicidades estrenadas en el Festival de Cine Independiente de Barcelona en 2003. En 2008 realizó la videocreación para el Centro de Cultura Contemporánea de Barcelona (CCCB), el cual lo seleccionó “Artista del mes” por su largometraje La peli.

## Filmografía
- 5 viudas sueltas  (2014)
- Postales colombianas (2011)
- El man es Germán  (2010)
- La peli  (2007)
- Ni te cases ni te embarques  (2008)
- Te busco  (2002)
- Es mejor ser rico que pobre (1999)
- Mujer del piso alto (1997)
- Posición viciada (1997)
- El viaje (1996)
- Ocupado (1993)
- Un día después del sábado (1990)
- Latinoamérica (1989)
- Ante la ley  (1986)